# Никонов, Сергей Андреевич (учёный)
Серге́й Андре́евич Ни́конов (сентябрь 1899, Ульяновск, Симбирская губерния, Российская империя — 2 мая 1955, Йошкар-Ола, Марийская АССР, РСФСР, СССР) — советский деятель науки, инженер-гидротехник. Доцент, заведующий кафедрой военного лесотранспорта Поволжского лесотехнического института (ныне — Поволжский государственный технологический университет) (1934—1955). Заслуженный деятель науки и техники Марийской АССР (1946). Участник Гражданской войны в России.

## Биография
Родился в сентябре 1899 года в Ульяновске в семье фельдшера.
В 1917 году окончил гимназию в родном городе.
В 1917 году призван в армию. Участник Гражданской войны в России: в  1918—1919 годах — рядовой артиллерии в армии Колчака, перешёл на сторону РККА.
Окончил архитектурно-дорожное отделение строительного техникума в Ульяновске, в 1929 году — Казанский индустриальный техникум.
В 1932—1955 годах — в г. Йошкар-Оле: преподаватель, с 1934 года — доцент, заведующий кафедрой военного лесотранспорта Поволжского лесотехнического института. Выполнил более 60 проектов и 12 НИР, в том числе генеральный план реконструкции сплава по рекам Марийской АССР.
В 1938 году репрессирован: 9 сентября арестован, осуждён на 2 месяца 22 дня предварительного заключения.
В годы Великой Отечественной войны руководил планово-диспетчерским отделом Управления военно-полевым строительством № 8 на Звениговском участке Волги и строительством участка узкоколейной железной дороги для подвоза топлива к новой электростанции (ТЭЦ-1) Йошкар-Олы.
В 1946 году ему присвоено звание «Заслуженный деятель науки и техники Марийской АССР». Награждён медалями и Почётной грамотой Президиума Верховного Совета Марийской АССР. 
Скончался 2 мая 1955 года в Йошкар-Оле.

## Звания и награды
- Заслуженный деятель науки и техники Марийской АССР (1946)[1]
- Медаль «За доблестный труд в Великой Отечественной войне 1941—1945 гг.» (1946)[1]
- Почётная грамота Президиума Верховного Совета Марийской АССР (1943)[1]